# Eupithecia minimaria
Eupithecia minimaria là một loài bướm đêm trong họ Geometridae.